# قائمة المطالبين بحق تصويت المرأة

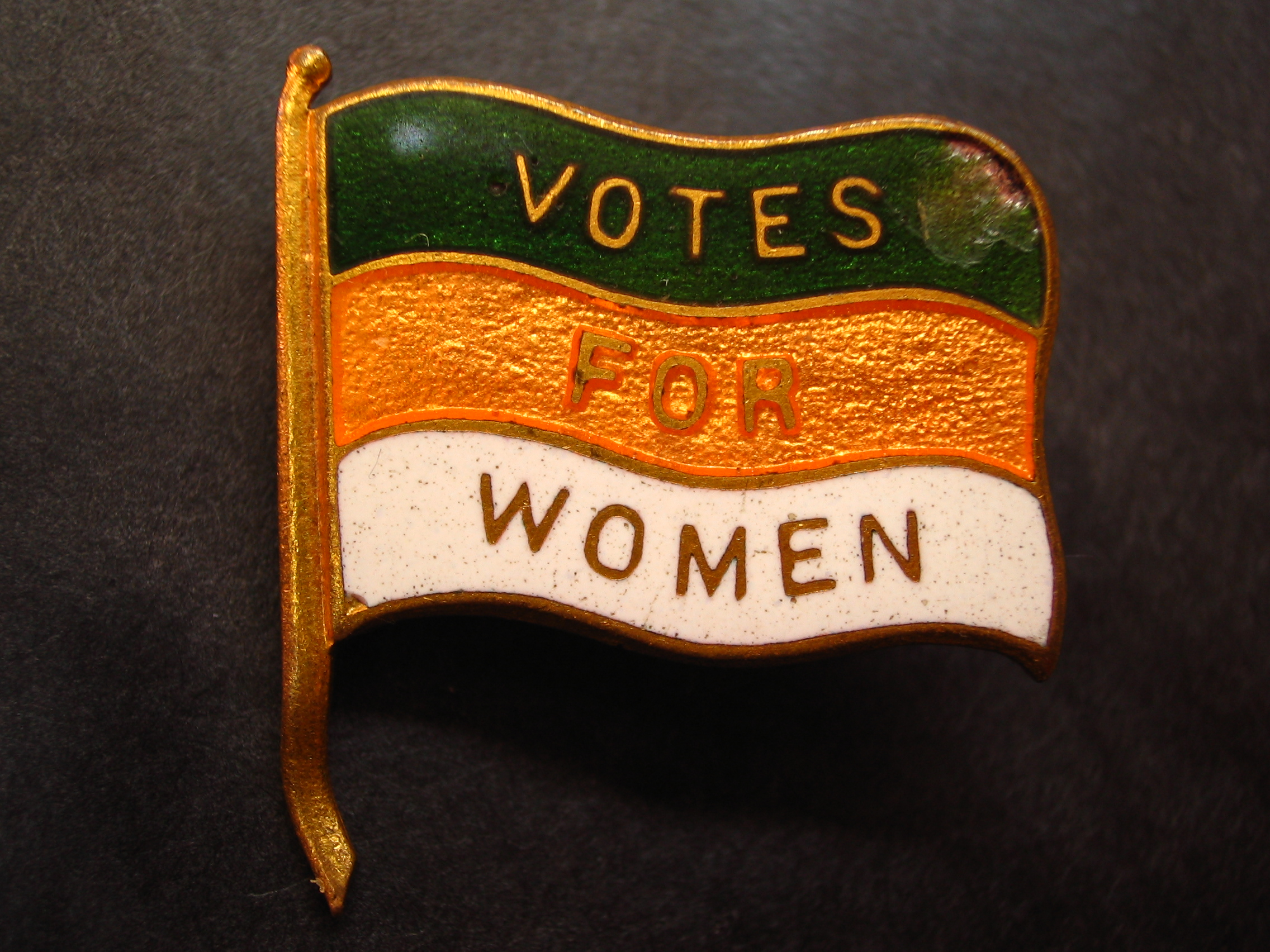
دبوس صدر يخصّ الاتحاد الاجتماعي والسياسي للمرأة البريطاني

قائمة المطالبين بحق تصويت المرأة تشمل النشطاء المعروفين حول العالم في مجال تصويت النساء، الذين شاركوا أو دافعوا بقوة من أجل حق المرأة في التصويت، وكذلك المنظمات التي تكوّنت أو تم الانضمام إليها. وعادة ما يكون هؤلاء المطالبين أعضاء بمجموعات ومجتمعات مختلفة.

## الولايات المتحدة

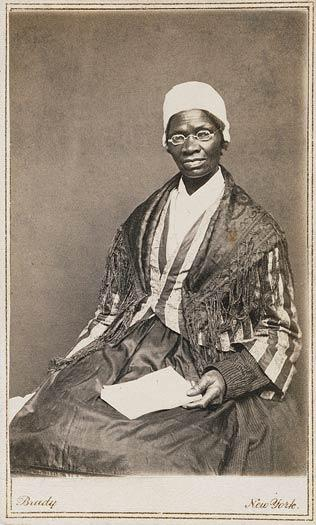
سوجورنر تروث

- جين آدمز (1860–1935): ناشطة اجتماعية.
- سوزان أنتوني (1820–1906).
- إيدا ويلز (1862–1931): صحفية، وكاتبة.
- لوسي بيرنز (1879–1966): مدافعة عن حقوق المرأة.
- فريدريك دوغلاس (1818–1895): خطيب، وكاتب، وناشط بالحقوق المدنية.
- آن دالاس دودلي (1876–1955): قادت حملة في ولاية تينيسي للموافقة على التعديل التاسع عشر لدستور الولايات المتحدة الأمريكية.[1][2]
- ماكس إيستمان (1883–1969): كاتب، وفيلسوف، وشاعر.
- ليليان فيكرت (1877–1945): أول امرأة من ولاية نيو جيرسي تترشح لمجلس الشيوخ الأمريكي.[3]
- جوليا وورد هاو (1819–1910): ناشطة اجتماعية، وشاعرة.
- هيلين كيلر (1880–1968): مؤلفة، وناشطة سياسية.
- كلارا شان لي (1886–1993): أول أمريكية صينية تسجّل للتصويت في الولايات المتحدة في 8 نوفمبر 1911.[4]
- أليس بول (1885–1977): مؤسسة حزب المرأة الوطني.
- جونو فرانكي بيرس (1864-1954): ناشط أفريقي أمريكي في مجال حق تصويت المرأة.[5][6][7][8]
- فلوريدا روفين ريدلي (1861–1943): مدرسة، وكاتبة، وناشطة في الحقوق المدنية.
- مارغريت سانغر (1879–1966): ممرضة، وناشطة بمجال تحديد النسل.
- ماري شو (1854–1929): أنثوية، وممثلة، ومسرحية.
- إليزابيث كادي ستانتون (1815–1902): رائدة في مجال حقوق المرأة في أمريكا.
- لوسي ستون (1818–1893): خطيبة بارزة، ومدافعة عن تعزيز حقوق المرأة.
- هاريت توبمان (1822–1913): ناشطة، وجاسوسة خلال الحرب الأهلية الأمريكية.
- آني آرنييل (1873-1924) عاملة مصنع، وناشطة في المطالبة بحق المرأة في التصويت.

## الأرجنتين
- إيفا بيرون (1919–1952): أقرّت بحق المرأة في الاقتراع خلال السنة الأولى لها كسيدة أولى للأرجنتين.

## بريطانيا

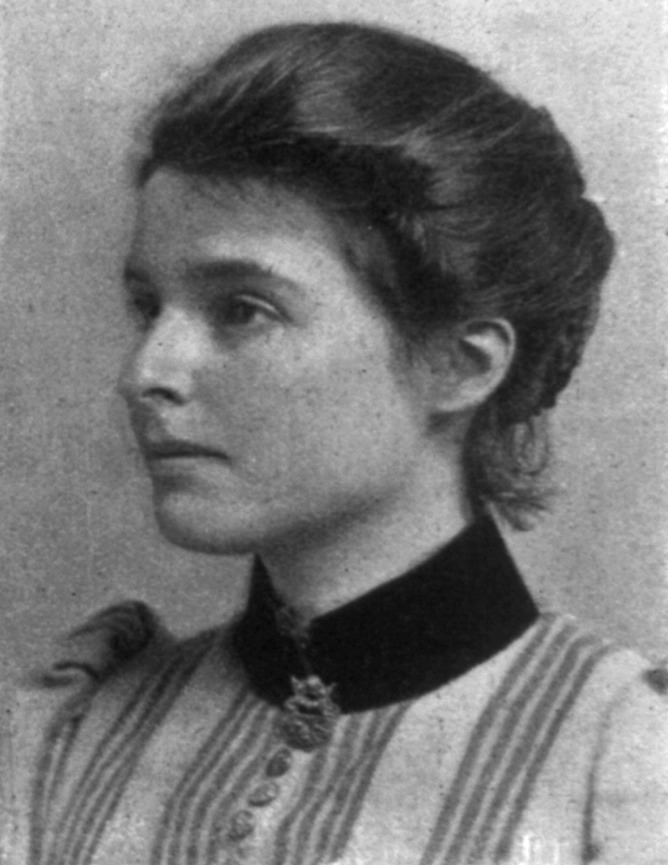
بياتريس ويب

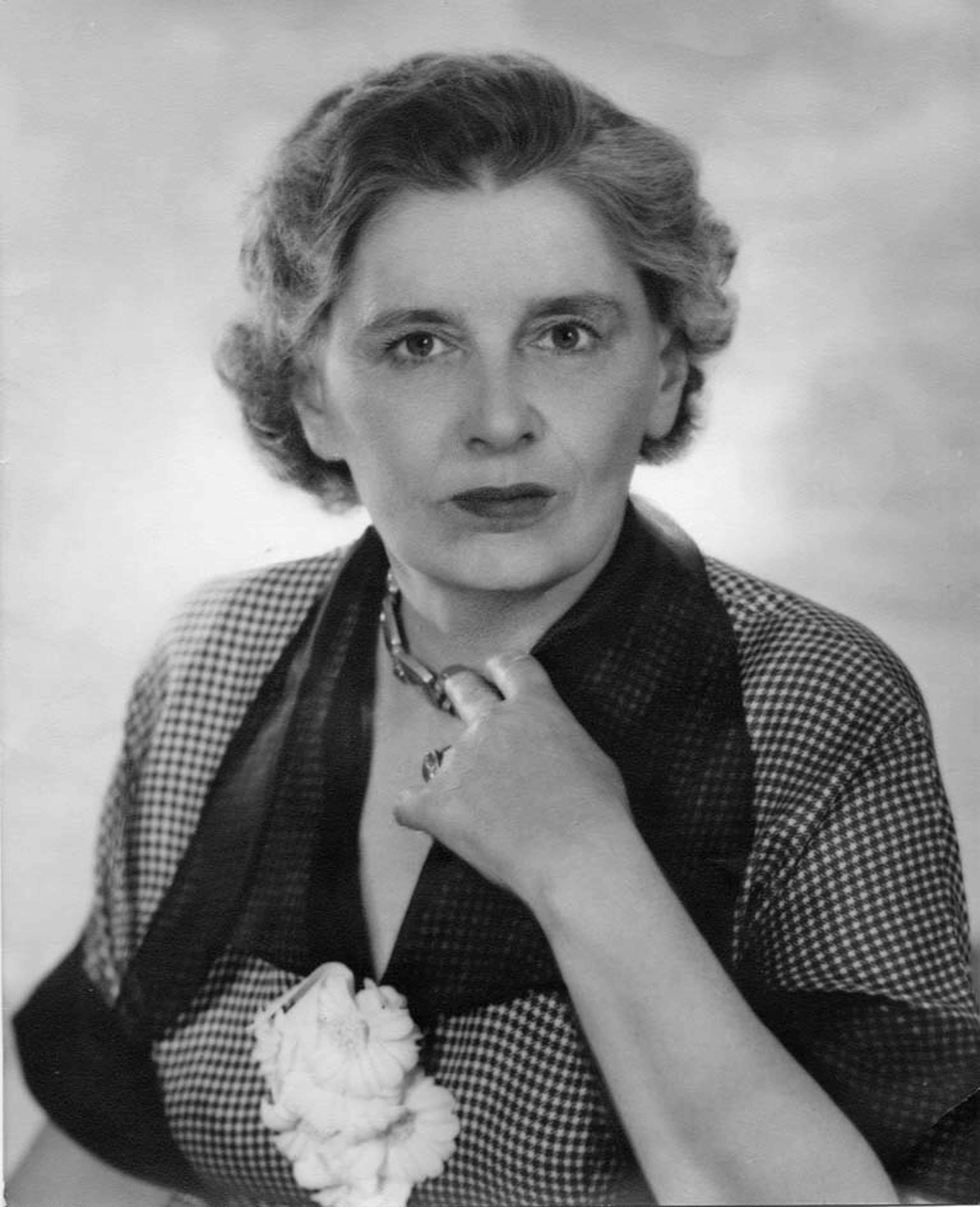
ريبيكا ويست

- نانسي أستور (1879–1964): سياسية، وأول امرأة لها عضوية بمجلس العموم.
- آني بيزنت (1847–1933): اشتراكية بارزة، وناشطة بمجال حقوق المرأة.
- باربارا بوديكون (1827–1891): أنثوية، وناشطة بمجال حقوق المرأة.
- مارغريت بوندفيلد (1873–1953): سياسية من حزب العمل، وأنثوية، أول امرأة تترأس مجلس الوزراء في المملكة المتحدة.
- إليز بورمان (1889–1973): محامية، وأحد الناجين من سفينة تيتانيك.
- فيرا بريتن (1893–1970): كاتبة، وأنثوية.
- جين كوبدن (1851–1947): سياسية ليبرالية.
- صوفيا بليك (1840–1912): طبيبة، وأنثوية، ومدرسة.
- جون ستيوارت مل (1806–1873): فيلسوف، وسياسي، واقتصادي.
- فلورنس نايتينجيل (1820–1910): مُصلحة اجتماعية، ومؤسسة التمريض الحديث.
- إميلين بانكيرست (1858–1928): مؤسسة وزعيمة حركة سوفرجت البريطانية.
- سيلفيا بانكهيرست (1882–1960): ناشطة سياسية، ومعارضة للفاشية.
- إلين ويلكنسون (1891–1947): سياسية، ووزيرة تعليم.

## كندا
- إميلي ستو (1831–1903): طبيبة، قادت حملة لتأسيس كلية الطب الأولى للنساء في البلاد.

## مصر
- درية شفيق (1908-1975).

## فرنسا
- أوليمب دو غوج
- لويز ميشيل

## ألمانيا
- كلارا زتكن

## الهند
- آني بيزنت
- ساروجينى نايدو (1879–1949).

## روسيا
- ألكساندرا كولونتاي

## أسبانيا
- كلارا كامبوامور (1888–1972): منحت المرأة حق التصويت في دستور أسبانيا لعام 1931.

## منظمات رئيسية
- التحالف الدولي للمرأة: تأسس عام 1904 ليعزز من حق المرأة في التصويت.